# Pitnus pygmaeus
Pitnus pygmaeus là một loài bọ cánh cứng trong họ Ptinidae. Loài này được Gorhan miêu tả khoa học năm 1883.